# 8 Dywizjon Samochodowy
8 Dywizjon Samochodowy (8 dsam) – pododdział wojsk samochodowych Wojska Polskiego II RP.

## Historia dywizjonu
W listopadzie 1919 w Inowrocławiu por. Józef Jeszka zorganizował jednostkę pod nazwą „Kolumna samochodowa DOGen. Pomorze”. Była to mieszana kolumna osobowo-ciężarowa, przeznaczona dla obsługi Dowództwa Okręgu Generalnego „Pomorze”. W końcu stycznia 1920 kolumna została dyslokowana do Grudziądza, do „Koszar im. Generała Hallera”.
W połowie 1920 z dotychczasowej kolumny utworzono dwie jednolite kolumny samochodów (osobowych i ciężarowych) oraz zorganizowano 8 zapasową kolumnę i szkołę kierowców.
Latem 1920, w czasie wojny z bolszewikami Dowództwo Wojsk Samochodowych OGen. „Pomorze” oddało do dyspozycji gen. Bolesława Roji mieszaną kolumnę osobowo-ciężarową. Kolumna ta w składzie Grupy gen. Roji dotarła pod Ostrołękę, a po kilku tygodniach powróciła w zmniejszonym składzie.
Pod względem organizacyjnym i technicznym Dowództwu Wojsk Samochodowych OGen. „Pomorze” podlegała Autokolumna 16 Dywizji Piechoty.
W garnizonie trwały nadal prace organizacyjne. Rozkazem dowódcy Okręgu Generalnego „Pomorze” gen. Antoniego Symona, utworzono VIII Dywizjon Samochodowy.
4 stycznia 1921 porucznik Jeszka przekazał dowództwo podpułkownikowi Sawickiemu. Data ta jest wiązana z zakończeniem okresu organizacji dywizjonu. W połowie tego roku VIII dyon samochodowy był oddziałem macierzystym dla 35 oficerów korpusu wojsk samochodowych, lecz tylko dziesięciu z nich pełniło służbę w jednostce. Pozostali oficerowie posiadali inne przydziały służbowe (między innymi dziesięciu oficerów pełniło służbę w Centralnym Parku Samochodowym MSWojsk., a kolejnych siedmiu w Sekcji Wojsk Samochodowych Departamentu II MSWojsk.)
W listopadzie 1921 dywizjon został przeniesiony z Grudziądza do Bydgoszczy i rozlokowano w „Koszarach im. Generała Józefa Chłopickiego”.
W styczniu 1930 nastąpiła reorganizacja dywizjonu, a 1 kwietnia zaczęła oficjalnie funkcjonować nowa nazwa „Kadra 8 Dywizjonu Samochodowego”. 5 grudnia po raz pierwszy wręczono żołnierzom odznaki pamiątkowe.
19 maja 1927 minister spraw wojskowych marszałek Polski Józef Piłsudski ustalił i zatwierdził dzień 10 grudnia, jako datę święta pułkowego.
W 1935 na bazie Kadry 8 dywizjonu samochodowego i kompanii samochodów pancernych „Bydgoszcz” z 2 batalionu czołgów i samochodów pancernych z Żurawicy utworzony został 8 batalion pancerny.

## Żołnierze
Dowódcy dywizjonu i komendanci kadry
- por. Józef Edward Jeszka (do 4 I 1921[4])
- ppłk sam. Franciszek Adolf Sawicki (od 4 I 1921[4])
- ppłk / płk sam. Konrad Aksan (1923[7])
- mjr sam. Antoni Ludwik Koszko-Kusza (XII 1924[8][9][10] – 31 III 1929 → stan spoczynku[11])
- mjr / ppłk sam. Andrzej Meyer (do X 1935 → dowódca 8 bpanc)

Zastępcy dowódcy dywizjonu
- mjr sam. Witold Mikołaj Rudnicki (1923[7])
- mjr sam. Antoni Ludwik Koszko-Kusza (do XII 1924 → p.o. dowódcy dyonu)
- mjr sam. Andrzej Meyer (od XII 1927[12])

## Odznaka pamiątkowa
24 kwietnia 1930 minister spraw wojskowych, marszałek Polski Józef Piłsudski zatwierdził wzór i regulamin odznaki pamiątkowej 8 dsam.
Odznaka o wymiarach 40x34 mm ma kształt rombu, emaliowanego na czarno, na którym znajduje się koło samochodowe. W centrum koła na medalionie numer dywizjonu „8”. W górnej części - orzeł państwowy. Odznaka oficerska, czteroczęściowa, wykonana w srebrze, korona, pazury orła i numer „8” są złocone, elementy połączone za pomocą czterech nitów. Wykonawcą odznak był Wiktor Gontarczyk z Warszawy